# Leea adwivedica
Leea adwivedica är en vinväxtart som beskrevs av K.Kumar. Leea adwivedica ingår i släktet Leea och familjen vinväxter. Inga underarter finns listade i Catalogue of Life.